# Frank Sepe
Frank Sepe, född den 28 december 1971 i New York, USA, är en amerikansk professionell kroppsbyggare.